# Aspistor quadriscutis
Aspistor quadriscutis is een straalvinnige vis uit de familie van christusvissen (Ariidae), orde meervalachtigen (Siluriformes), die voorkomt in de binnenwateren van Zuid-Amerika, en het westen en zuidwesten van de Atlantische Oceaan.

## Beschrijving
Aspistor quadriscutis kan een maximale lengte bereiken van 50 centimeter. Het lichaam van de vis heeft een langgerekte vorm.
De vis heeft één dorsale stekel.

## Leefwijze
Aspistor quadriscutis komt zowel in zoet, brak als zout water voor en is gebonden aan tropische wateren. De soort is voornamelijk te vinden in kustwateren en wateren met een zachte ondergrond. Het dieet bestaat uit dierlijk voedsel.

## Relatie tot de mens
Aspistor quadriscutis is voor de visserij van beperkt commercieel belang. De soort staat niet op de Rode Lijst van de IUCN.